# Golmengliner Forst und Schleesen im Fläming
Der Golmengliner Forst und Schleesen im Fläming ist ein FFH-Gebiet in den Städten Zerbst/Anhalt im Landkreis Anhalt-Bitterfeld und Coswig (Anhalt) im Landkreis Wittenberg in Sachsen-Anhalt.

## Allgemeines
Das FFH-Gebiet ist circa 499 Hektar groß. Im Süden liegt das aus zwei Teilflächen bestehende Naturschutzgebiet „Schleesen“ und im Südosten das Naturdenkmal „Waldmeister-Buchenwald nördlich von Stackelitz“ innerhalb des FFH-Gebietes. Das FFH-Gebiet überlagert sich mit den Landschaftsschutzgebieten „Westfläming“ und „Roßlauer Vorfläming“. Im Norden grenzt es an das Landschaftsschutzgebiet „Hoher Fläming – Belziger Landschaftswiesen“ auf Brandenburger Gebiet. Das FFH-Gebiet ist durch die Landesverordnung zur Unterschutzstellung der Natura 2000-Gebiete im Land Sachsen-Anhalt (N2000-LVO LSA) seit dem 21. Dezember 2018 rechtlich gesichert. Zuständige untere Naturschutzbehörden sind die Landkreise Anhalt-Bitterfeld und Wittenberg.

## Beschreibung
Das FFH-Gebiet liegt nordöstlich von Zerbst/Anhalt bzw. nordwestlich von Coswig (Anhalt) im Naturpark Fläming. Es umfasst ein Buchenwaldgebiet im Hochfläming, das je nach Standort als Hainsimsen- bzw. Waldmeister-Buchenwald ausgeprägt ist. Dominierende Baumart ist die Rotbuche, zu der sich die Traubeneiche gesellt. Die Krautschicht der Hainsimsen-Buchenwälder wird von Behaarte Hainsimse, Pillensegge, Drahtschmiele, Zweiblättriges Schattenblümchen, Waldsauerklee, Heidel- und Preiselbeere gebildet. In den Waldmeister-Buchenwäldern siedeln Nickendes und Einblütiges Perlgras, Waldsegge, Waldbingelkraut und Buchenfarn. Stellenweise stocken Eichen-Hainbuchenwälder, die als Sternmieren- bzw. Labkraut-Eichen-Hainbuchenwälder ausgeprägt sind. Ihre Krautschichten werden unter anderem von Großer Sternmiere, Zittergrassegge und Winkelsegge bzw. Waldveilchen, Waldziest, Waldzwenke und Riesenschwingel gebildet.
Das Gebiet ist Lebensraum bzw. Nahrungshabitat für Großes Mausohr, Mopsfledermaus, Bechsteinfledermaus, Großen und Kleinen Abendsegler und Mückenfledermaus. Feuchte Bereiche sind Lebensraum verschiedener Amphibien, darunter Moorfrosch und Erdkröte. Alt- und Totholzbestände bieten Eremit und Hirschkäfer einen geeigneten Lebensraum.
Das FFH-Gebiet ist größtenteils von weiteren Waldgesellschaften umgeben. Im Osten wird es von der Bahnstrecke Wiesenburg–Roßlau begrenzt. Die Landesstraße 120 verläuft im Osten durch das FFH-Gebiet.